# Дејан Видић
Дејан Видић (Пећ, 10. августа 1993) српски је фудбалер, који тренутно наступа за Слогу из Добоја. Висок је 197 центиметара и игра на позицији најистуренијег нападача.

## Каријера

### Победа Белошевац
Дејан Видић је рођен у Пећи, а одрастао у Великој Плани, где је почео да тренира фудбал у локалној Морави са 12 година старости. Видић је до краја сезоне 2012/13. имао статус бонус играча. Након игара у свом матичном клубу, Видић је прешао у екипу Победе из Белошевца.
Видић је за екипу Победе дебитовао код тренера Жељка Милошевића на отварању сезоне 2013/14. у Српској лиги Запад, против екипе Железничара из Лајковца. На свом другом наступу за клуб, Видић је постигао погодак у победи над Партизаном на Бумбаревом Брду. Видић је свој други погодак за екипу Победе постигао у 5. колу, када је био изабран за играча утакмице против Слободе из Чачка. На утакмици 10. кола Српске лиге, против Крушика у Ваљеву, Видић је изнудио једанаестерац за своју екипу, који није реализован, а Победа је претрпела пораз резултатом 5:2. Одмах затим, у наредном колу, Видић се остварио као асистент код оба поготка Милоша Матановића у победи од 2:0 над Мачвом из Шапца, на домаћем терену. Утакмицу 13. кола, против Јасенице из Смедеревске Паланке, Видић је пропустио због повреде, а у поставу се вратио недељу дана касније, на гостовању Младом раднику у Пожаревцу. Коначно, Видић је свој трећи погодак постигао у последњем колу првог дела сезоне, Рудара из Костолца. У наставку сезоне није наступао, па је исту окончао са учинком од 14 одиграних утакмица и три поготка. Током наредне сезоне, Видић је одиграо 25 утакмица у Српској лиги Запад и постигао два поготка. Лета 2015. године, након испадања клуба из српсколигашке конкуренције, Видић је прешао у Напредак из Марковца, пред почетак такмичења у Зони Дунав.

### Напредак Марковац
Видић је за екипу Напретка дебитовао на отварању сезоне 2015/16. у Зони Дунав, на гостовању РСК-у у Раброву, 16. августа 2015. године. Након уводне две утакмице, које је започео у стартној постави и завршио без поготка, Видић је сусрет 3. кола, против Груже у Книћу провео на клупи за резервне играче. У поставу се вратио за утакмицу следећег кола, против Борца из Жабара, док је на утакмици 5. кола, против ВГСК-а из Великог Градишта уписао асистенцију у победи своје екипе резултатом 3:0. Свој први погодак за клуб постигао је против Радничког 1926 у Пожаревцу, на сусрету 7. кола. Видић је, потом, погодио у победи резултатом 2:1 на гостовању Басарцу у Мишљеновцу. Постигавши два гола у победи од 3:0 над Омладинцем из Доње Раче, Видић је изабран за играча утакмице 14. кола. У последњем колу јесењег дела такмичења, Видић је такође постигао два поготка у поразу резултатом 4:2 од Хомољца у Жагубици. На почетку другог дела сезоне, Видић је постигао хет-трик и уписао асистенцију против свог матичног клуба, Мораве, чиме је проглашен за играча утакмице полуфинала купа Велике Плане. Видић је касније, уз два постигнута поготка проглашен и за играча утакмице 20. кола Зоне Дунав, у победи од 4:2 над екипом ВГСК-а из Великог Градишта. Стрелац је био и на утакмици наредног кола, у поразу од Јасенице у Смедеревској Паланци, док је свој следећи погодак постигао у 24. колу, против Басарца. На последње четири утакмице у сезони, Видић је постигао укупно седам погодака и уписао једну асистенцију, укључујући два хет-трика, против Слоге у Баточини и Хомољца на домаћем терену. Видић је током своје прве сезоне у клубу одиграо 29 званичних такмичарских утакмица, на којима је постигао 20 погодака и уписао 4 асистенције, док је поред тога наступио на још 6 пријатељских сусрета са учинком од 4 поготка и 2 асистенције.
Видић је на и почетку сезоне 2016/17. добио поверење стручног штаба као први избор у нападу екипе Напретка. Након утакмице првог кола, против Радничког 1926 из Пожаревца, када је његова партија оцењена као добра, а коју је завршио без конкретног учинка, Видић је у следећа три кола уписао по једну асистенцију. Такође, Видић је у 3. колу био стрелац поготка на утакмици против Шумадије из Топонице, као и хет-трика на наредном сусрету, против екипе Хомољца из Жагубице. Видић је у оба случаја оцењен као играч утакмице. Видић је, потом, за играча утакмице проглашен и у 7. колу, када је остварио учинак од једног поготка и једне асистенције, у победи од 3:0 на гостовању екипи Мораве. На утакмици следећег кола, Видић је такође уписао асистенцију за нерешен исход против РСК-а из Раброва. Видић је по четврти пут у сезони изабран за најбољег играча сусрета у 10. колу, против Борца из Жабара, када је постигао два гола и уписао асистенцију у победи своје екипе резултатом 5:2. До краја календарске године, Видић је био стрелац још на утакмицама 11, односно 14. кола Зоне Дунав, против Борца из Раље и Звижда из Кучева.

### Карађорђе Топола
Почетком 2017. године, Видић је прешао у екипу Карађорђа из Тополе. За свој нови клуб дебитовао је на почетку пролећног дела сезоне 2016/17. у Српској лиги Запад, на утакмици против Будућности Крушика из Ваљева, која је завршена без погодака. Свој први погодак за екипу Карађорђа, Видић је постигао на утакмици 18. кола, против Михајловца. Он је, потом, погодио и на гостовању Железничару у Лајковцу, где је његов тим остварио победу резултатом 2:1, те у ремију са Шумадијом 1903 у Крагујевцу. Видић је дао оба гола против екипе Јошанице из Новог Пазара, на домаћем терену, чиме се екипа Карађорђа пласирала у средину табеле и утврдила своју позицију у борби за опстанак, победом над директним супарником. Коначно, Видић је погодио и на претпоследњем сусрету у сезони, против Лознице, завршеном резултатом 3:3. Видић је за Карађорђе одиграо свих 15 утакмица у другом делу сезоне Српске лиге, а на 5 од њих био је проглашаван најбољим појединцем на терену.
Видић је сезону 2017/18. такође почео као први избор у нападу екипе Карађорђа, а свој први наступ забележио је на отварању Српске лиге Запад, против Тутина. Он је, потом, погодио на утакмици другог кола, против Железничара у Лајковцу. Укључујући и асистенцију саиграчу, Марку Марковићу, коју је забележио пред крај утакмице за победу своје екипе резултатом 2:0, Видића је учинак на тој утакмици препоручио за играча кола у Српској лиги Запад, према оцени Спортског журнала. Видић је касније погађао и на наредне две узастоне утакмице, против Полета из Љубића, односно Шумадије из Аранђеловца, које су завршене без победника. У наставку такмичења, за Карађорђе је постигао поготке у минималним победама над Смедеревом у 6, те Фапом у 8. колу. По окончању календарске 2017, Видић је напустио клуб.

### Златибор Чајетина
Почетком 2018, током зимског прелазног рока, Видић је приступио Златибору из Чајетине. Са екипом тог клуба прошао је припреме у Игалу, пред наставак сезоне у Српској лиги Запад. Видић је за Златибор дебитовао на отварању пролећног дела сезоне 2017/18, против Смедерева. У следећем колу, на гостовању Јединству у Убу, Видић је постигао један од два поготка за победу Златибора, те је према извештачу са утакмице оцењен као најбољи појединац на терену. Након две утакмице без победе, Златибор је нова три бода освојио на сусрету 22. кола, против Младог радника из Пожаревца, а док је Видић тада постигао два поготка. Одмах затим, наредне такмичарске недеље, Видић је био стрелац првог од два поготка у победи Златибора на гостовању Мокрој Гори у Зубином Потоку.

## Статистика

#### Клупска
| Клуб                 | Сезона   | Лига              | Лига    | Лига   | Национални куп | Национални куп | Европа  | Европа | Остало  | Остало | Укупно  | Укупно |
| Клуб                 | Сезона   | Дивизија          | Наступа | Голова | Наступа        | Голова         | Наступа | Голова | Наступа | Голова | Наступа | Голова |
| -------------------- | -------- | ----------------- | ------- | ------ | -------------- | -------------- | ------- | ------ | ------- | ------ | ------- | ------ |
| Победа Белошевац     | 2013/14. | Српска лига Запад | 14      | 3      | —              | —              | —       | —      | —       | —      | 14      | 3      |
| Победа Белошевац     | 2014/15. | Српска лига Запад | 25      | 2      | —              | —              | —       | —      | —       | —      | 25      | 2      |
| Победа Белошевац     | Укупно   | Укупно            | 39      | 5      | —              | —              | —       | —      | —       | —      | 39      | 5      |
| Напредак Марковац    | 2015/16. | Зона Дунав        | 28      | 17     | —              | —              | —       | —      | 1       | 3      | 29      | 20     |
| Напредак Марковац    | 2016/17. | Зона Дунав        | 15      | 9      | —              | —              | —       | —      | —       | —      | 15      | 9      |
| Напредак Марковац    | Укупно   | Укупно            | 43      | 26     | —              | —              | —       | —      | 1       | 3      | 44      | 29     |
| Карађорђе Топола     | 2016/17. | Српска лига Запад | 15      | 6      | —              | —              | —       | —      | —       | —      | 15      | 6      |
| Карађорђе Топола     | 2017/18. | Српска лига Запад | 16      | 5      | —              | —              | —       | —      | —       | —      | 16      | 5      |
| Карађорђе Топола     | Укупно   | Укупно            | 31      | 11     | —              | —              | —       | —      | —       | —      | 31      | 11     |
| Златибор Чајетина    | 2017/18. | Српска лига Запад | 16      | 10     | —              | —              | —       | —      | —       | —      | 16      | 10     |
| Златибор Чајетина    | 2018/19. | Прва лига Србије  | 16      | 10     | —              | —              | —       | —      | —       | —      | 16      | 10     |
| Златибор Чајетина    | Укупно   | Укупно            | 32      | 20     | —              | —              | —       | —      | —       | —      | 32      | 20     |
| Земун (позајмица)    | 2018/19. | Суперлига Србије  | 11      | 0      | —              | —              | —       | —      | —       | —      | 11      | 0      |
| Графичар (позајмица) | 2019/20. | Прва лига Србије  | 7       | 1      | —              | —              | —       | —      | —       | —      | 7       | 1      |
| Каријера             | Каријера | Каријера          | 163     | 63     | —              | —              | —       | —      | 1       | 3      | 164     | 66     |

- Ажурирано 4. септембра 2019. године.

## Трофеји и награде

### Екипно
Златибор Чајетина
- Српска лига Запад: 2017/18.[65]